# TacTix
TacTix是雙人的策略遊戲，由皮亞特·海恩發明。其實它是拈的二維版本，將棋子改為排成矩形。如果棋子數目是雙數的，後走者必勝，只要他以對稱的方式跟隨先走者的取法即可；如果棋子數目是單數的，先走者的第一步取中央的一顆棋子，以後亦對稱地跟隨後走者的取法就可取得勝利。

## 外部連結
- TacTix applet from thinks.com